# Prioninae

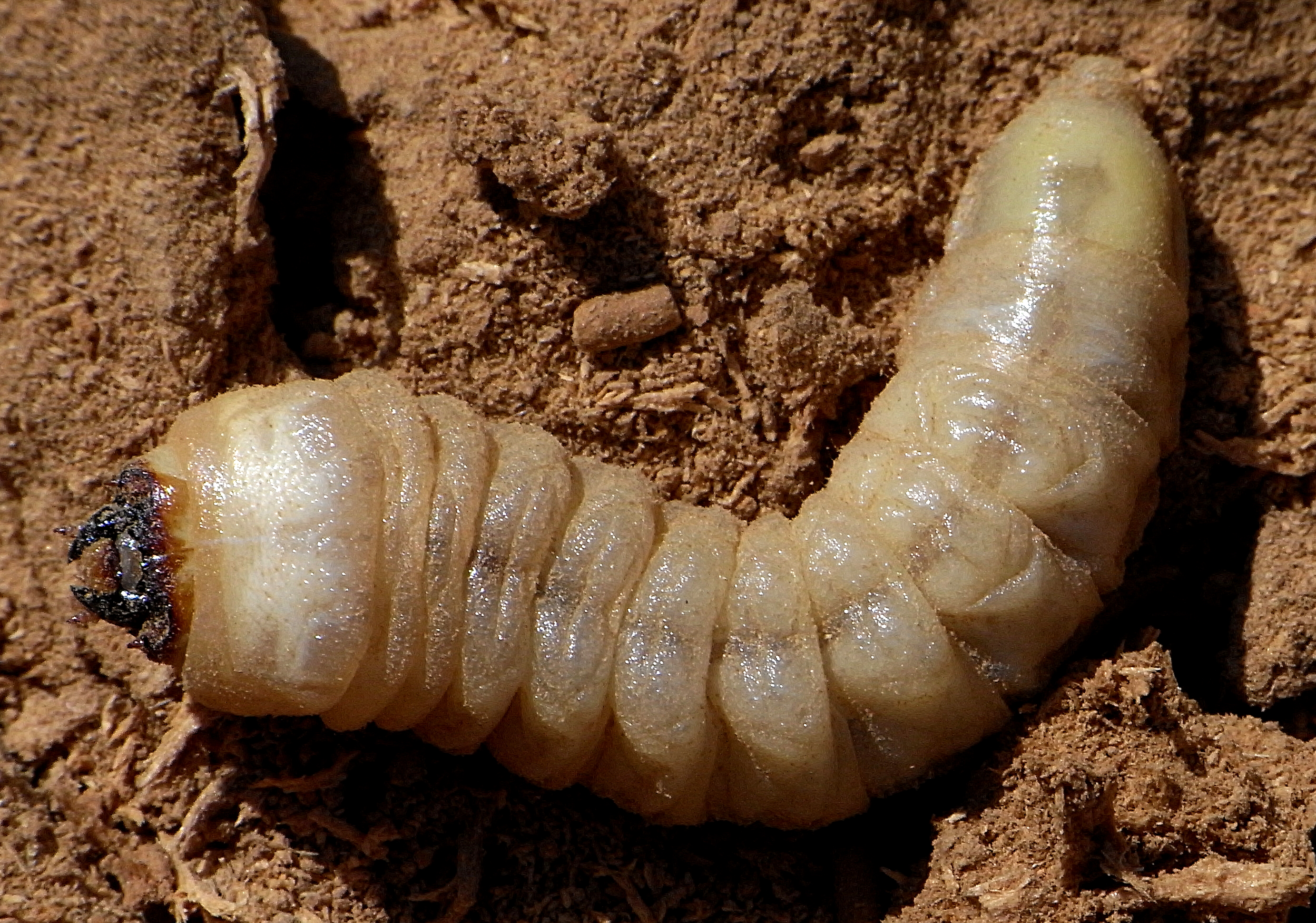
Ergates faber larva

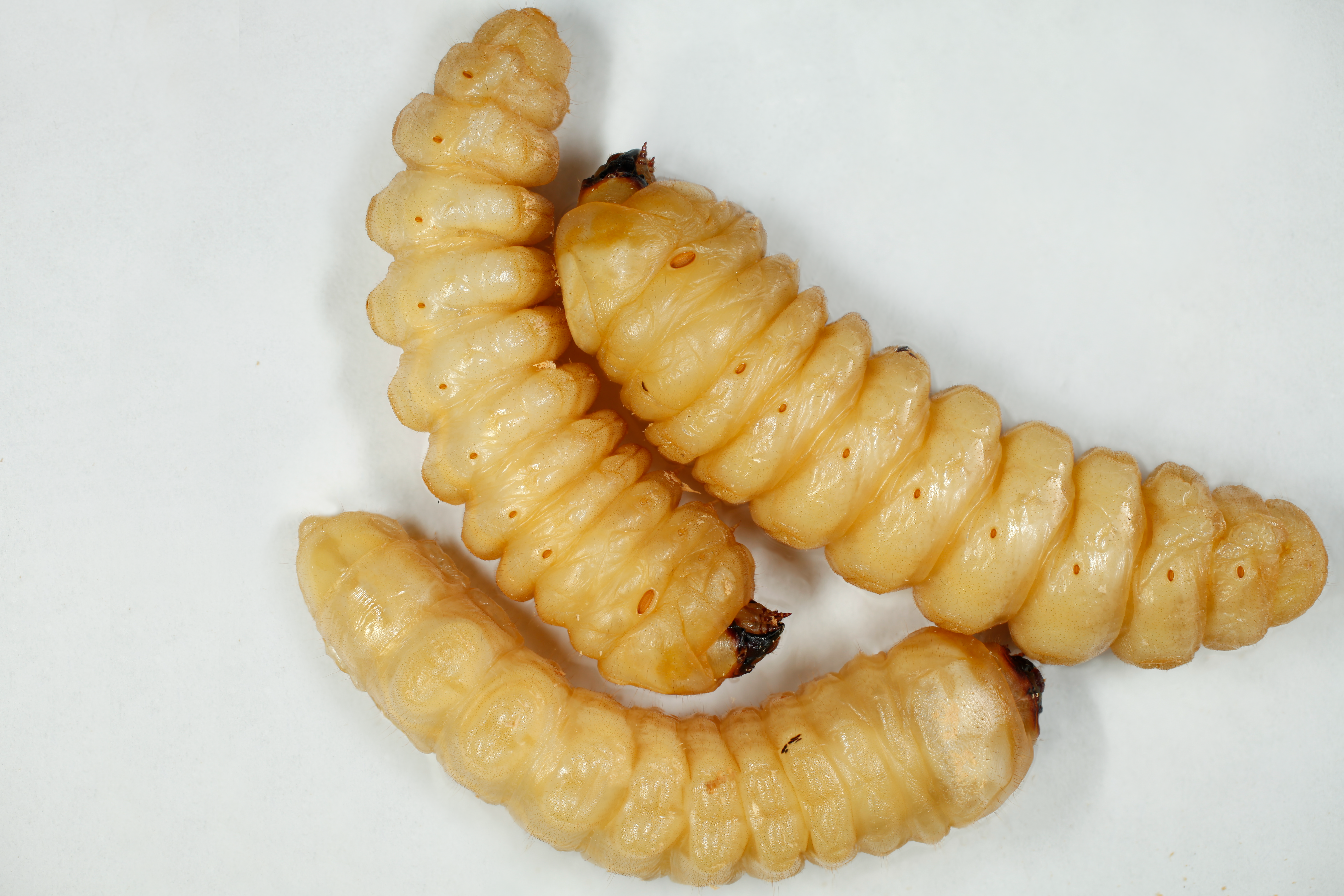
Prionoplus reticularis, larva

Los prioninos (Prioninae) son una subfamilia de coleópteros de la familia Cerambycidae. Son escarabajos de antenas largas, normalmente de gran tamaño corporal (25-70 mm) y generalmente de color marrón o negro. Los machos de algunos géneros tienen grandes mandíbulas que utilizan en peleas con otros machos, de manera similar a los lucánidos (Lucanidae). Estos escarabajos son generalmente nocturnos y pueden ser atraídos a la luz. La mayoría de los Prioninae cuya biología se conoce tienen larvas que se alimentan de madera y raíces en descomposición.

## Tribus
Contiene las siguientes tribus:
Acanthinoderini - Acanthophorini - Aegosomatini - Anacolini - Cacoscelini - Callipogonini - Calocomini - Cantharocnemini - Ergatini - Eurypodini - Hopliderini - Macrodontiini - Macrotomini - Mallaspini - Meroscelisini - Prionini - Rhaphipodini - Solenopterini -
Tereticini - Vesperoctenini.

## Géneros
Tiene los siguientes géneros:
- Acalodegma
- Acanthinodera
- Acanthophorus
- Aegosoma
- Allaiocerus
- Allomallodon
- Anacolus
- Ancistrotus
- Andinotrichoderes
- Anthracocentrus
- Aplagiognathus
- Apotrophus
- Apterocaulus
- Archodontes
- Atrocolus
- Basitoxus
- Biribellus
- Braderochus
- Callipogon
- Callistoprionus
- Calloctenus
- Calocomus
- Chalcoprionus
- Chariea
- Charmallaspis
- Chiasmetes
- Chorenta
- Ctenoscelis
- Cubaecola
- Curitiba
- Cycloprionus
- Derancistrodes
- Derancistrus
- Derobrachus
- Dorysthenes
- Elateropsis
- Episacus
- Esmeralda
- Flabellomorphus
- Galileoana
- Hephialtes
- Hileolaspis
- Hisarai
- Holonotus
- Hovorelus
- Hovorodon
- Hyleoza
- Ialyssus
- Insuetaspis
- Lasiogaster
- Macrodontia
- Mallaspis
- Mallodon
- Mallodonhoplus
- Mallodonopsis
- Mecosarthron
- Meroscelisus
- Microplophorus
- Monodesmus
- Myzomorphus
- Navosoma
- Neomallodon
- Nicias
- Noema
- Nothopleurus
- Oropyrodes
- Orthomegas
- Orthosoma
- Otheostethus
- Parastrongylaspis
- Physopleurus
- Piesacus
- Poecilopyrodes
- Poekilosoma
- Polyarthron
- Polyoza
- Praemallaspis
- Prionacalus
- Prionapterus
- Prionoplus
- Prionus
- Prosternodes
- Protorma
- Psalidognathus
- Pyrodes
- Quercivir
- Rhachicolus
- Rhodocharis
- Sarifer
- Scatopyrodes
- Seticeros
- Solenoptera
- Sphenostethus
- Spiloprionus
- Stenodontes
- Stictosomus
- Strongylaspis
- Titanus
- Tragosoma
- Trichocnemis
- Trichoderes
- Ucai
- Xanthonicias